# 筑波大学附属中学校・高等学校の人物一覧
筑波大学附属中学校・高等学校人物一覧（つくばだいがくふぞくちゅうがっこう・こうとうがっこうじんぶついちらん）では、筑波大学附属中学校・高等学校およびその前身校に関係する人物の一覧記事。

## 教員
- 山本正三元校長 - 地理学者、筑波大学自然学類長、筑波大学名誉教授。第27代日本地理学会会長。
- 金原左門元教諭 - 歴史学者、中央大学名誉教授
- 田代博元教諭 - 地理学者、日本地図センター相談役
- 永井道明元助教諭兼訓導 - 体育学者、学校体操教授要目を制定[1]
- 井上武士元訓導兼教諭 - 作曲家、主な作品に「チューリップ」「海」等。
- 鈴木米次郎元教諭 - 音楽教育者、東洋音楽学校（現・東京音楽大学）創立者

## 著名な出身者
1回から58回は旧制中学出身、59回以降は新制高校出身。

### 皇室
- 悠仁親王 （133回）

### 政治
- 八田嘉明 （6回）- 元商工大臣、元拓務大臣、元鉄道大臣、元逓信大臣
- 鳩山一郎 （9回）- 元内閣総理大臣
- 石黒忠篤 （10回）- 元農林大臣、「農政の神様」、日本国憲法の勤労の義務条項を提案
- 徳川圀順 （13回）- 元貴族院議長、日本赤十字社社長、水戸徳川家13代目当主
- 穂積真六郎 （15回）- 元朝鮮総督府殖産局長、元朝鮮興業社長、元朝鮮商工会議所会頭、元参議院議員
- 原田熊雄 （16回）- 元貴族院議員、男爵
- 亀井貫一郎 （19回）- 元衆議院議員、大政翼賛会東亜部長
- 駒井重次 （21回）- 元大蔵省銀行検査官、元衆議院議員（昭和7～20年）
- 徳川宗敬 （24回）- 元貴族院副議長、元神社本庁統理
- 美濃部亮吉 （30回）- 元東京都知事、元参議院議員
- 西園寺公一 （33回）- 元参議院議員、元太平洋問題調査会理事、西園寺公望の孫
- 越智通雄 （56回）- 元衆議院議員、元経済企画庁長官、元大蔵省主計局調査課長
- 中村靖 （58回）- 元衆議院議員
- 鈴木淑夫 （59回1組）- 元衆議院議員、エコノミスト（元日本銀行金融研究所所長）
- 藤井裕久 （59回2組）- 衆議院議員、元財務大臣、元民主党幹事長、元大蔵大臣、元大蔵省主計局主計官
- 保利耕輔 （61回1組）- 衆議院議員、自民党政務調査会長、元文部大臣、元国家公安委員会委員長
- 斎藤十朗 （66回2組）- 元参議院議長
- 川口順子 （68回2組）- 参議院議員、前内閣総理大臣補佐官、元外務大臣、元通商産業大臣官房審議官
- 秋葉忠利 （69回2組）- 広島市長、元衆議院議員
- 若井康彦 （72回4組）- 衆議院議員、技術士
- 塚原俊平 （73回2組）- 元衆議院議員、元通商産業大臣、元労働大臣
- 鳩山邦夫 （75回4組）- 衆議院議員、元総務大臣、元法務大臣、元文部大臣、元労働大臣
- 宮沢洋一 （77回4組）- 参議院議員、元大蔵官僚
- 藤巻健史 （77回6組）- 参議院議員、元モルガン銀行東京支店長、為替トレーダー
- 村上誠一郎 （79回2組）- 衆議院議員 、総務大臣、元行政改革・規制改革・産業再生機構担当大臣
- 井上和雄 （79回6組）- 元衆議院議員、民主党国際局副局長
- 小泉龍司（79回6組）- 衆議院議員、元大蔵官僚
- 片山さつき （86回3組）- 参議院議員、元財務省国際局開発機関課長 / 財務省初の女性主計官

### 行政
- 永井松三 （3回）- 元外務次官、元駐ドイツ大使、元貴族院議員
- 村上隆吉 （3回）- 元農商務省水産局長、元特許局長官
- 杉村陽太郎 （10回）- 元駐イタリア大使、元駐フランス大使
- 武富敏彦 （11回）- 元駐トルコ大使
- 白根松介 （13回）- 元宮内次官、元貴族院議員、男爵
- 富井周 （17回）- 元駐アルゼンチン公使、男爵
- 児玉九一 （21回）- 元厚生次官
- 松平康昌 （21回）- 元貴族院議員、宗秩寮総裁、式部官長、侯爵
- 柳井恒夫 （22回）- 元外務省条約局長
- 土田豊 （25回）- 元駐アラブ連合共和国大使
- 山際正道 （28回）- 元大蔵次官、第20代日本銀行総裁
- 下田武三 （34回）- 元外務事務次官、元駐アメリカ大使、最高裁判事、元プロ野球コミッショナー、ポツダム宣言を翻訳
- 東郷文彦 （41回）- 元外務事務次官、元駐アメリカ大使
- 小川平四郎 （42回）- 初代駐中国大使
- 澄田智 （43回）- 元大蔵事務次官、第25代日本銀行総裁
- 副島有年 （53回）- 元大蔵省関税局長、元日本ヒルトンホテルグループ会長
- 宮脇磊介 （58回）- 元皇宮警察本部長、内閣広報官
- 渡辺泰造 （60回3組）- 元駐インドネシア大使　愛知博日本政府代表
- 篠沢恭助 （63回3組）- 元大蔵事務次官、元国際協力銀行総裁
- 小倉和夫 （65回4組）- 元駐フランス大使
- 小川是 （中学のみ卒業）- 元大蔵事務次官、日本たばこ産業会長、横浜銀行頭取 / 高校は都立戸山高校
- 平林博 （67回2組）- 元駐フランス大使
- 桑原茂樹 （70回4組）- 元関東通商産業局長、元丸紅副社長
- 岩村敬 （71回3組）- 元国土交通事務次官
- 日下部元雄 （72回1組）- 元国税庁長官官房国税審議官、元世界銀行副総裁
- 水盛五実 （72回2組）- 元大蔵省印刷局長、元帝都高速度交通営団理事、元オリックス生命保険社長
- 渡辺裕泰 （72回3組）- 元国税庁長官
- 小島高明 （73回1組）- 元外交官
- 志賀櫻 （75回4組）- 元財務省東京税関長、元国際協力銀行理事、弁護士、國學院大學法科大学院客員教授
- 高橋文明 （75回4組）- 元スペイン駐箚特命全権大使、元科学技術振興機構審議役
- 春田謙 （75回6組）- 元国土交通事務次官
- 渡辺博史 （76回2組）- 元財務官
- 岡本保 （77回4組）- 元総務事務次官
- 斉藤親（77回4組）- 元国土交通省大臣官房技術審議官
- 浜野潤 （77回5組）- 元内閣府事務次官
- 目賀田周一郎 （78回5組）- 元外交官、中央大学法学部教授
- 久枝譲治 （78回6組）- 元外交官、明治大学国際日本学部客員教授
- 石田徹 （79回1組）- 元資源エネルギー庁長官、元東京電力顧問
- 杉山晋輔 （80回2組）- アメリカ合衆国駐箚特命全権大使、元外務事務次官
- 佐藤地 （81回2組）- 元ユネスコ大使、元駐ハンガリー大使、国連大学理事
- 古澤満宏 （82回3組）- 元国際通貨基金 (IMF) 理事、財務省理財局長
- 西山英彦 （83回2組）- 元経済産業省大臣官房審議官、2011年3月の東京電力福島第一原発事故についての記者会見を連日担当
- 宮本聡 （88回6組）- 元中小企業庁長官、元中小企業庁次長
- 吉永和生 （89回3組）- 厚生労働省労働基準局長
- 鶴田浩久 - 国土交通省総合政策局長、国土交通省物流・自動車局、同自動車局長

### 司法
- 松田二郎 （27回）- 元最高裁判所判事、元大阪高等裁判所長官
- 下村三郎 （29回）- 元最高裁判所判事、元東京高等裁判所長官
- 鬼丸かおる （75回4組）- 元最高裁判所判事、弁護士
- 大島隆明 （81回2組） - 元東京高等裁判所部総括判事
- 綿引万里子（82回1組） - 名古屋高等裁判所長官、元最高裁判所上席調査官
- 鬼沢友直 （85回2組）- 福岡高等裁判所判事

### 経済
- 今村繁三 （4回）- 今村銀行頭取、成蹊学園創立
- 岩崎小弥太 （5回）- 三菱財閥4代目総帥、成蹊学園創立
- 岩崎俊弥 （7回）- 旭硝子創業、社長
- 岩崎輝弥 （14回）- 子安農園主
- 渋沢正雄 （15回）- 元東京石川島造船所取締役、元立川飛行機社長、元日本製鐵副社長、渋沢栄一の三男
- 渋沢秀雄 （19回）- 田園都市株式会社取締役、田園調布分譲者、東京宝塚劇場会長、東宝取締役会長、渋沢栄一の四男
- 岩崎彦弥太 （22回）- 元三菱合資副社長
- 諸井貫一 （22回）- 元秩父セメント社長、元埼玉銀行会長
- 渋沢敬三 （24回）- 元第一銀行副頭取、元日銀総裁、元大蔵大臣、民俗学者、元国際電信電話社長、渋沢栄一の孫
- 岩崎隆弥 （24回）- 元三菱製紙会長、小岩井農牧会長
- 木内信胤 （26回）- 経済評論家、元世界経済調査会理事長
- 田実渉 （28回）- 元三菱銀行会長、日本棋院第5代総裁（1974-82年）
- 正田英三郎 （30回）- 元日清製粉名誉会長相談役、上皇后美智子の実父
- 小菅丹治 （45回）- 三代目 - 元伊勢丹社長
- 戸田順之助 （45回）- 元戸田建設会長
- 嶋中鵬二 （49回）- 元中央公論社社長
- 諸橋晋六 （49回）- 元三菱商事社長・会長、東京高師附属中で教鞭をとった諸橋轍次の三男
- 石川六郎 （52回）- 元鹿島建設名誉会長、日商第15代会頭
- 山本卓真 （52回）- 元富士通社長・会長、富士通名誉会長
- 黒澤洋 （53回）- 元日本興業銀行会長
- 荘孝次 （54回）- 元ニコン相談役
- 古川昌彦 （54回）- 元三菱化学会長
- 鹿島昭一 （57回）- 鹿島建設取締役相談役
- 吉田庄一郎 （59回2組）- 元ニコン相談役
- 大橋光夫 （62回2組）- 元昭和電工会長
- 岡松壮三郎 （63回5組）- 元アラビア石油副社長、元通産審議官
- 兼子勲 （64回3組）- 元日本航空会長
- 正田修 （69回4組）- 元日清製粉グループ本社会長、上皇后美智子の弟、正田貞一郎の孫
- 國重惇史 （72回2組）- 元楽天証券社長
- 稲葉延雄 （77回2組）- 第24代日本放送協会会長、元リコー取締役会議長、元日本銀行理事
- 設楽洋 （78回6組）- ビームス社長
- 笹沼泰助 （80回4組）- アドバンテッジ パートナーズ共同代表パートナー
- 菰田正信 （81回1組）- 三井不動産代表取締役会長、経団連副会長、不動産協会会長
- 鶴谷武親 （92回2組）- フューチャーインスティテュート社長
- 藤元健太郎（93回5組）- コンサルタント、D4DR株式会社代表取締役社長

### 学術
- 波多野精一 （1回）- 宗教哲学者、元京都帝国大学教授
- 八杉貞利 （2回）- ロシア語学者、元東京外国語学校教授
- 松本烝治 （2回）- 商法学者、元東京帝国大学教授、法制局長官、貴族院議員、商工大臣、憲法草案（松本試案）を作成
- 本郷高徳 （3回）- 林学、造園学者、明治神宮、日比谷公園を設計
- 中村春二 （4回）- 教育者、成蹊学園創立者
- 深田康算 （5回）- 美学者、元京都帝国大学教授
- 井上柳梧 （7回）- 蚕糸学者、元上田蚕糸専門学校校長、長野県短期大学初代学長、元長野県上田市長
- 柴田雄次 （8回）- 化学者、元東京帝国大学教授、東京都立大学初代総長、元日本学士院院長、作曲家柴田南雄の父
- 栗原古城 （9回）- 英文学者、元立正大学教授
- 鳩山秀夫 （10回）- 民法学者、元東京帝国大学教授、元衆議院議員、鳩山一郎（9回）の弟
- 穂積重遠 （10回）- 民法学者、元東京帝国大学教授、元最高裁判所判事
- 神保格 （10回）- 言語学者、東京文理科大学名誉教授
- 藤田嗣雄 （12回）- 法制史学者、元上智大学教授
- 伊賀氏広 （13回）- 日本の飛行機製作の先駆者
- 九鬼周造 （14回）- 哲学者、元京都帝国大学文学部哲学科教授、『「いき」の構造』著者
- 鷹司信輔 （15回）- 鳥類学者、日本鳥学会会長、明治神宮宮司、貴族院議員 高校から学習院に進む。
- 杉村欣次郎 （15回）- 数学者、東京文理科大学学長
- 龍粛 （18回）- 歴史学者、元東京大学史料編纂所長
- 春日井新一郎 （18回）- 土壌肥料学者、東京大学名誉教授
- 小池正朝 （19回）- 泌尿器科学者、元順天堂大学教授、元江東病院長
- 尼子富士郎 （20回）- 医学者、浴風会病院院長
- 石本巳四雄 （20回）- 地震学者、元東京帝国大学教授
- 島田孝一 （20回）- 元早稲田大学総長
- 矢田部達郎 （20回）- 心理学者、元京都大学教授
- 山田珠樹 （20回）- フランス文学者、元東京帝国大学助教授
- 荒木光太郎 （21回）- 経済学者、元東京帝国大学教授
- 伊藤徳之助 （21回）- 物理学者、九州大学名誉教授
- 鈴木信太郎 （22回）- フランス文学者、東京大学名誉教授、元日本芸術院会員
- 槇山次郎 （23回）- 古生物学者、地質学者、日本地質学会元会長、京都大学名誉教授、ナウマンゾウを命名
- 松平斉光 （23回）- 東京都立大学 (1949-2011)名誉教授
- 田中誠二 （24回）- 商法学者、一橋大学名誉教授、日本学士院会員
- 尾高朝雄 （25回）- 法学者、第3期日本学術会議副会長、渋沢栄一の孫
- 田中薫 （25回）- 地理学者、子爵
- 木野崎吉郎 （26回）- 元広島大学教授
- 市原豊太 （29回）- フランス文学者、元東京大学教授、元獨協大学学長
- 菊池正士 （29回）- 原子物理学者、元東京大学原子力研究所長、元日本原子力学会長、（ド・ブロイ波を参照）
- 坪井忠二 （29回）- 地球物理学者、随筆家、東京大学名誉教授
- 岸本英夫 （30回）- 宗教学者、東京大学名誉教授
- 芳賀檀 （30回）- ドイツ文学者、元関西学院大学教授
- 末広恭雄 （31回）- 水産学者、随筆家、作曲家、元東京大学農学部教授
- 朱牟田夏雄 （33回）- 英文学者、東京大学名誉教授
- 相馬勝夫 （33回）- 経済学者、専修大学名誉教授
- 尾高邦雄 （35回）- 社会学者、東京大学名誉教授、渋沢栄一の孫
- 勝田守一 （35回）- 教育学者、元東京大学教授、「東大教育の3M」の一人
- 本多謙三 （35回）- 哲学者、元東京商科大学教授
- 宗像誠也 （35回）- 教育学者、元東京大学教授、「東大教育の3M」の一人
- 宇野精一 （37回）- 儒学者、国語学者、元斯文会理事長、東京大学名誉教授、尚絅大学名誉学長
- 高山英華 （37回）- 都市工学者、第29代日本建築学会会長、東京大学名誉教授
- 鳩山道夫 （37回）- 物理学者、商工省電気試験所、理化学研究所員、ソニー常務取締役研究所初代所長、鳩山一郎（9回）の甥
- 澤柳大五郎 （39回）- 西洋美術学者、元東京教育大学教授、元早稲田大学教授
- 徳永康元 （39回）- ハンガリー文学者、東京外国語大学名誉教授
- 中村元 （40回）- インド哲学者、仏教学者、東京大学名誉教授、勲一等瑞宝章、文化勲章、紫綬褒章受章
- 石川馨 （42回）- 元武蔵工業大学（現東京都市大学）学長、東京大学名誉教授
- 安藤良雄 （44回）- 経済学者、海軍主計大尉、元日本経済学会連合理事長、東京大学名誉教授
- 村山雅美 （44回）- 元南極観測隊隊長、国立極地研究所名誉教授、日本人として初めて南極点に到達
- 大内力 （45回）- 経済学者、東京大学名誉教授、信州大学名誉教授
- 山崎升 （47回）- 化学者（高分子工学）、元日本ゴム協会会長、東京工業大学名誉教授
- 穂積重行 （48回）- 歴史学者、元東京教育大学教授、元大東文化大学学長、男爵・穂積重遠（勲功華族、10回）の長男
- 永井道雄 （49回）- 教育社会学者、元文部大臣
- 鷹司平通 （50回）- 鉄道研究家、鷹司家27代目当主
- 渡辺金一 （51回）- ビザンツ史学者、一橋大学名誉教授
- 金森久雄 （51回）- エコノミスト
- 嘉治元郎 （52回）- 経済学者、元東京大学教養学部長、元放送大学副学長
- 森亘 （52回）- 病理学者、元東京大学総長・医学部長、第5代日本医学会会長
- 大野公男 （53回）- 化学者、元北海道情報大学学長、北海道大学名誉教授
- 星野英一 （53回）- 民法学者、東京大学名誉教授
- 坂本義和 （54回）- 政治学者、東京大学名誉教授、国際基督教大学平和研究所顧問
- 蝋山道雄 （55回）- 国際政治学者、上智大学名誉教授、蠟山政道の長男
- 由良君美 （55回）- 英文学者
- 大島通義 （56回）- 経済学者、慶應義塾大学名誉教授
- 岡野行秀 （56回）- 交通経済学者、道路経済研究所最高顧問兼参与、東京大学名誉教授
- 正井泰夫 （56回）- 地理学者、元日本地理教育学会会長、立正大学名誉教授
- 三浦公亮 （56回）- 航空宇宙工学者、東京大学名誉教授、地図や人工衛星のパネルの畳み方に使われる「ミウラ折り」を考案
- 竹田晃 （57回）- 中国文学者、東京大学名誉教授、夏の甲子園大会に出場し、初めてチームとしてグラウンドの土を持ち帰る
- 本間長世 （57回）- 政治学者、東京大学名誉教授、元成城学園学園長
- 麻生誠 （58回）- 放送大学副学長
- 石井進 （58回）- 歴史学者、東京大学名誉教授
- 川西進 （58回）- 英文学者、東京大学名誉教授
- 高階秀爾 （58回）- 美術史学者、国立西洋美術館館長、大原美術館館長、東京大学名誉教授
- 芳賀徹 （58回）- 比較文学者、京都造形芸術大学名誉学長、東京大学名誉教授、国際日本文化研究センター名誉教授
- 平川祐弘 （58回）- 比較文学者、東京大学名誉教授
- 平田賢 （58回）- 工学者、東京大学名誉教授、元芝浦工業大学学長
- 坂口昂吉 （59回1組）- 西洋史学者、慶應義塾大学名誉教授
- 高坂和彦 （59回1組）- フランス文学者、翻訳家
- 徳山明 （59回2組）- 地質学者、元富士常葉大学学長、静岡大学および兵庫教育大学名誉教授
- 松原謙一 （60回2組）- 生命科学者
- 久城育夫 （60回4組）- 地球科学者、元東京大学理学部長、元東京大学副学長
- 佐藤方哉 （60回4組）- 心理学者、慶應義塾大学名誉教授（佐藤春夫の長男）
- 丸山圭三郎 （60回）- 言語哲学者・フランス文学者、中央大学教授
- 大久保治男 （61回1組）- 法学者、武蔵野学院大学名誉学長、駒澤大学名誉教授
- 佐藤欣子 （61回4組）- 法学者、弁護士、元秀明大学教授、元内閣総理大臣官房参事官
- 稲本洋之助（62回5組） - 法学者、弁護士、東京大学名誉教授
- 金森博雄 （63回2組）- 地震学者、カリフォルニア工科大学名誉教授、地震の規模を表すモーメントマグニチュードを考案
- 石弘光 （64回2組）- 経済学者、元一橋大学学長、放送大学学長、元政府税制調査会会長
- 松平賴武 （65回1組）- 学校法人本郷学園第3代理事長、本郷中学校・高等学校第6代学校長
- 原朗 （66回1組）- 経済学者、東京大学名誉教授
- 高橋伸夫 （66回3組）- 地理学者、筑波大学名誉教授
- 藤田宙靖 （67回1組）- 行政法学者、最高裁判所判事、東北大学名誉教授、フィリップ・フランツ・フォン・ジーボルト賞受賞
- 石弘之 （67回2組）- 環境ジャーナリスト、環境問題研究者、東京大学教授
- 鈴木基之 （67回3組）- 環境化学工学者、元環境省中央環境審議会会長、元国連大学副学長、東京大学名誉教授
- 松本元 （68回1組）- 脳科学者、元理化学研究所脳科学総合研究センター・ディレクター
- 島村英紀 （68回2組）- 地震学者、元国立極地研究所所長
- 横田洋三 （68回2組）- 国際法学者、国連大学学長特別顧問
- 岩崎洋一 （68回5組）- 物理学者、筑波大学学長
- 今井雅晴 （69回3組）- 歴史学者、宗教学者、真宗文化センター所長、筑波大学名誉教授
- 小玉美意子 （69回3組）- 社会学者、元フジテレビアナウンサー、武蔵大学名誉教授
- 宮島洋 （69回4組）- 法学者、早稲田大学教授、東京大学名誉教授
- 田尻孝 （70回1組）- 医学者、外科医、日本医科大学学長
- 梅澤喜夫 （71回2組）- 化学者、武蔵野大学客員教授、東京大学名誉教授
- 谷内達 （71回3組）- 地理学者、帝京大学教授、東京大学名誉教授
- 安田浩 （71回4組）- 計算機科学者、東京電機大学教授、東京大学名誉教授
- 工藤庸子 （71回4組）- フランス文学者、放送大学教授、東京大学名誉教授
- 馬渕明子（72回1組）- 美術史家、日本女子大学名誉教授、国立西洋美術館館長
- 神野直彦 （72回4組）- 経済学者、関西学院大学教授、元東京大学大学院経済学研究科長・経済学部長
- 奥野正寛 （73回1組）- 経済学者、東京大学教授、東大48年三羽烏の一人
- 石川経夫 （73回3組）- 経済学者、東京大学教授、東大48年三羽烏の一人
- 池上千寿子 （73回3組）- セクソロジスト、NPOぷれいす東京代表、日本エイズ学会会長（2006年）
- 岩井克人 （73回4組）- 経済学者、東京大学教授、東大48年三羽烏の一人
- 石上英一 （73回5組）- 歴史学者、元東京大学史料編纂所長
- 山口一男 （73回5組）- 社会学者、シカゴ大学教授
- 戸波江二 （74回1組）- 法学者、早稲田大学教授、元司法試験第二次試験考査委員
- 船曳建夫 （74回1組）- 文化人類学者、東京大学教授
- 石和久（74回1組） - 医師、病理学者、順天堂大学名誉教授
- 清水孝雄 （74回2組）- 生化学者・医学研究者、東京大学医学系研究科教授・医学部長
- 班目春樹 （74回3組）- 原子力工学者、東京大学大学院教授、内閣府原子力安全委員会委員長
- 草原真知子 （75回5組）- メディアアート学者、キュレーター、早稲田大学教授
- 井桁貞義 （75回6組）- ロシア文学者、早稲田大学教授、元日本ロシア文学会会長
- 武田晴人 （76回1組）- 経済学者、東京大学教授
- 疋田康行 （76回6組）- 歴史学者、元立教大学副総長・教授
- 前田雅英 （76回3組）- 刑法学者、首都大学東京教授
- 木村秀雄 （77回1組）- 文化人類学者、東京大学教授
- 高橋正樹 （77回2組）- 火山学者、日本大学教授
- 北條春夫（77回4組） - 機械工学者、東京工業大学名誉教授、元日本機械学会副会長
- 片岡一則 （78回1組）- 医用生体工学者、東京大学大学院教授、フンボルト賞・江崎玲於奈賞受賞
- 月村辰雄 （78回1組）- フランス文学者、東京大学教授
- 小倉明彦 （78回2組）- 神経科学者、大阪大学教授
- 関口時正 （78回2組）- ポーランド文学者、東京外国語大学教授
- 難波成任 （78回2組）- 植物病理学者、東京大学大学院教授、紫綬褒章受章
- 貫名信行 （78回3組）- 脳生理学者・医学研究者
- 田坂広志 （78回4組）- 原子力工学者、社会起業家論者、多摩大学大学院教授
- 越澤明 （79回1組）- 都市工学者、都市計画家、北海道大学名誉教授
- 中村春木 （79回1組）- 生物物理学者、大阪大学名誉教授、元大阪大学蛋白質研究所所長
- 武田展雄（79回2組）- 材料工学者、元東京大学副学長、元東京大学大学院新領域創成科学研究科長、第5代運輸安全委員会委員長
- 川又雄二郎 （79回4組）- 数学者、東京大学教授
- 柴山知也 （80回6組）- 海岸工学者、早稲田大学教授、横浜国立大学名誉教授
- 宇賀克也 （82回1組）- 行政法学者、東京大学教授
- 永原陽子 （82回1組）- 歴史学者、京都大学教授
- 清滝信宏 （82回2組）- 経済学者、プリンストン大学教授
- 松本茂 （82回3組）- 英語教育学者、立教大学教授
- 家田仁 （82回6組）- 工学者、東京大学教授
- 津上俊哉 （83回2組）- 現代中国研究者、経済評論家、元通商産業省官僚、元経済産業研究所上席研究員
- 野城智也 （84回2組）- 工学者、東京都市大学学長
- 吉見俊哉 （84回2組）- 社会学者、東京大学教授
- 堀井秀之 （84回5組）- 土木工学者、東京大学教授
- 川本裕子 （85回2組）- 経済学者、第27代人事院総裁、早稲田大学大学院経営管理研究科教授
- 小田部胤久 （85回4組）- 美学者、東京大学教授、フィリップ・フランツ・フォン・ジーボルト賞受賞
- 河合江理子 （85回5組）- 経営学者、京都大学名誉教授
- 根本直子 （86回1組） - 経済学者、早稲田大学大学院経営管理研究科教授
- 斎藤毅 （88回4組）- 数学者、東京大学教授
- 田辺国昭 （88回5組）- 政治学者、東京大学大学院教授
- 渡邉聡 （88回5組）- 物理学者、東京大学大学院教授
- 岡田正大 （88回6組）- 経営学者、慶應義塾大学教授
- 瀬々敦子 （89回2組）- 法学者、京都府立大学公共政策学部准教授（高校からの進学）
- 駒込武 （89回6組）- 教育学者、京都大学教授
- 苅部直 （91回2組）- 政治学者、東京大学教授
- 酒井邦嘉 （91回2組）- 脳生理学者、東京大学准教授
- 熊谷亮丸 （92回1組）- 経済学者、大和総研常務取締役チーフエコノミスト、元大阪経済大学客員教授
- 岡部徹 （92回2組）- 東京大学教授、レアメタル研究の第一人者
- 高階絵里加 （92回6組）- 美術史学者、京都大学准教授、高階秀爾（58回）の娘
- ジョン・ミドルトン（92回） - 法学者、一橋大学大学院教授、オーストラリア弁護士（日豪経済合同委員会奨学生として留学）
- 吉江尚子（92回） - 化学者、東京大学副学長
- 祝迫得夫 （93回2組）- 経済学者、一橋大学大学院教授
- 堀俊夫 （94回4組）- ロボット工学者、産業技術総合研究所デジタルヒューマン工学研究センター 主任研究員
- 宇山智彦 （94回5組）- 中央アジア史学者、北海道大学スラブ・ユーラシア研究センター教授
- 勝村務 （95回5組）- 経済学者、北星学園大学経済学部長
- 橋本雄 （98回3組）- 日本史学者、北海道大学准教授
- 高橋杉雄 （99回2組）- 国際安全保障研究者、防衛省防衛研究所政策研究部防衛政策研究室長
- 飯山陽 （102回5組）- イスラム思想研究者、アラビア語通訳

### 芸術
- 田辺淳吉 （6回）- 建築家、清水満之助店（現・清水建設）技師長
- 小林愛雄 （8回）- 作詞家、翻訳家、元早稲田実業学校校長、日本のオペラ普及に尽力
- 岡田信一郎 （9回）- 建築家、友人の鳩山一郎（9回）の私邸「鳩山会館」を設計
- 木子七郎 （10回）- 建築家、愛媛県庁舎等を設計
- 西村好時 （11回）- 建築家、旧第一銀行本店等を設計
- 波江悌夫 （12回）- 建築家、大阪城天守閣を設計
- 藤田嗣治 （14回）- 画家
- 岸田劉生 （18回）- 画家
- 武井守成 （18回）- 宮内省楽部長、式部官長、男爵
- 横山芳介 （18回）- 作詞家、「都ぞ弥生」（北海道大学の恵迪寮寮歌）を作詞
- 長谷川伝次郎 （20回）- 写真家
- 高畠達四郎 （22回）- 画家、独立美術協会創立会員
- 箕作秋吉 （22回）- 作曲家
- 堀内敬三 （24回）- 作曲家、作詞家、音楽之友社社長、「若き血」（慶應義塾大学応援歌）を作詞・作曲
- 矢田部勁吉 （24回）- 声楽家、東京芸術大学名誉教授、国立音楽大学の創立者の一人
- 諸井三郎 （30回）- 作曲家
- 山根銀二 （32回）- 音楽評論家、ベートーヴェン研究家
- 芥川也寸志 （52回）- 作曲家、指揮者、芥川龍之介の三男
- 桐敷真次郎 （53回）- 建築家
- 穂積信夫 （53回）- 建築家
- 岡田新一 （54回）- 建築家
- 鈴木成文 （54回）- 建築家
- 林昌二 （55回）- 建築家
- 外山雄三 （58回）- NHK交響楽団指揮者
- 若宮正子 （62回2組）- ITエヴァンジェリスト、デジタルクリエーター
- 山田真巳 （64回3組）- 画家
- 渡辺武信 （64回1組）- 建築家
- 星出豊 （68回3組）- 指揮者、昭和音楽大学教授
- 川村純一 （75回3組）- 建築家
- 佐野一彦 （79回3組）- イラストレーター、映画「スター・ウォーズ ジェタイの復讐」の公式ポスターを作製
- 林己知夫 （79回5組）- 建築家
- 坂牛卓 （86回2組）- 建築家
- 吉住渉 （90回5組）- 少女漫画家、本名：中井真里子
- 曽我大介 （92回1組）- 指揮者、東京ニューシティ管弦楽団首席客演指揮者、元ルーマニア国立ディヌ・リパッティ・フィル常任指揮者
- 北村一樹 （111回1組）- ゲームサウンドデザイナー、ゲーム音響監督

### 文学
- 永井荷風 （6回）- 作家（後の元帥・陸軍大将、陸軍大臣である寺内寿一と同期）、本名：永井壯吉
- 長田幹彦 （13回）- 作家
- 香川鉄蔵 （15回）- 翻訳家、「ニルスのふしぎな旅」の初邦訳者、元大蔵省嘱託職員
- 濱尾四郎 （23回）- 推理作家、検事、弁護士、子爵、貴族院議員
- 吉野源三郎 （26回）- 児童文学者、評論家、「君たちはどう生きるか」著者、「世界」初代編集長
- 中島健蔵 （29回）- 仏文学者、評論家
- 阿部主計 （36回）- 文筆家、翻訳家、日本推理作家協会名誉会員
- 中村光夫 （42回）- 文芸評論家
- 中井英夫 （49回）- 作家
- 槌田満文 （53回）- 文学者、武蔵野大学名誉教授、（東京新聞文化部次長時代、星新一に「気まぐれ指数」を連載させた）
- 星新一 （53回）- 作家
- 村松剛 （55回）- 文芸評論家
- 小林信彦 （59回1組）- 作家（高師附属中退の父親の意向により中学から入学。大空襲の混乱期だったため無試験であった。中学で美術研究会に所属し、高校では映画研究会を設立）
- 小野茂樹 （63回5組）- 歌人
- 渡辺武信 （64回1組）- 詩人、建築家
- 早野透 （72回1組）- コラムニスト
- 飛幡祐規 （82回4組）- 作家、フランス文化研究家、本名：田代優子
- 井辻朱美 （82回6組）- ファンタジー作家、翻訳家、歌人
- 草上仁 （86回）- SF作家
- 竹内薫 （87回3組）- 文筆業
- 葛巻義敏 （1923年中退）- 作家、文芸評論家。芥川龍之介の甥

### 映画
- 帰山教正 （19回）- 映画監督、従来の女形を排して日本映画で初めて女優を使った先駆者、映画芸術協会を設立
- 和田精 （19回）- 音響演出家、日本における音響効果の創始者、和田誠の父
- 村田実 （21回）- 映画監督
- 今村昌平 （53回）- 映画監督
- 児玉進 （53回）- 映画監督
- 田波靖男 （60回4組）- 脚本家、作家、プロデューサー
- 小林義明 （63回4組）- 映画監督

### 芸能
- 中村彰 （43回）- 俳優、「学士俳優」第一号、中村春二（4回）の五男
- 芥川比呂志 （47回）- 俳優、演出家、芥川龍之介の長男
- 小川真司 （67回2組）- 声優、本名：小川治彦
- 檀ふみ （81回4組）- 女優
- おおたわ史絵 （91回1組）- タレント、医師
- 野村萬斎 （93回1組）- 狂言師、本名：野村武司
- はねだえりか （99回5組）- タレント、元アイドル（CoCoのメンバー。旧芸名羽田惠理香）
- 戸賀崎智信 （100回3組）- 元AKB48劇場支配人
- 山森大輔 （105回3組）- ロックバンドROCK'A'TRENCHのボーカル・ギター
- 山口真由 （110回1組）- タレント、弁護士、元財務官僚
- 八田亜矢子 （111回3組）- タレント、2004年度ミス東大
- 寺村真希 （111回4組）- グラビアアイドル
- 宮本駿一 （112回5組）- 歌手
- 大島育宙（119回）- お笑い芸人（XXCLUB）
- 星野光樹（119回）- お笑い芸人（Gパンパンダ）
- 一平（119回）- お笑い芸人（Gパンパンダ）
- 伊瀬知悠 （121回2組）- 俳優
- 鈴木光 （125回）- クイズプレイヤー
- 影山優佳 （128回2組）- 元日向坂46メンバー[2]

### スポーツ
- 今村次吉 （6回）- 大日本蹴球協会（現・日本サッカー協会）初代会長
- 中野武二 （11回）- 旧制一高の名二塁手、野球殿堂入り
- 新田純興 （24回）- 大日本蹴球協会（現・日本サッカー協会）創設に尽力、元JFA常務理事、1964年東京オリンピック準備委員長
- 春山泰雄 （33回）- 元サッカー日本代表選手、元日刊スポーツ編集局長
- 島田秀夫 （42回）- 日本サッカー協会名誉会長、元JOC評議員、元三菱重工業取締役副社長
- 村岡博人 （58回）- 元サッカー日本代表選手、共同通信社の元運動部記者
- 嘉納行光 （59回3組）- 講道館館長、全日本柔道連盟会長、講道館柔道創始者嘉納治五郎（元東京高等師範学校校長）の孫
- 岩崎洋三（英語版） （63回2組）- メルボルンオリンピック・ボート日本代表、日本ボート協会参与
- 津田真男 （79回1組）- 幻のモスクワオリンピック・シングルスカル日本代表
- 遠藤良平 （103回2組）- 元プロ野球選手
- 添田隆司 （119回）- 元プロサッカー選手

### マスコミ
- 石川欣一 （22回）- ジャーナリスト、元毎日新聞社出版局長
- 大川慶次郎 （56回）- 競馬評論家（全レースの予想完全的中。「競馬の神様」）
- 俵孝太郎 （57回）- 政治評論家、文化放送・フジテレビニュースキャスター
- 中江陽三 （59回1組）- NHKアナウンサー
- 内田忠男 （66回5組）- 国際ジャーナリスト、ニュースキャスター
- 広瀬久美子 （67回1組）- NHKアナウンサー
- 石上大和 （68回4組） - 本RKB毎日放送会長、元毎日新聞記者
- 広瀬修子 （72回2組）- NHKアナウンス室
- 鹿内宏明 （72回4組）- 元フジテレビ議長
- 渡邊直樹 （78回2組）- 雑誌編集者「太陽」「DoLIVE」「SPA!」「アスキー」「婦人公論」など
- 竹信三恵子 （80回5組）- 朝日新聞記者
- 五十嵐文郎 （82回4組）- テレビ朝日プロデューサー
- 杉原満 （84回4組）- NHKチーフアナウンサー
- 結城和香子 （89回2組）- 読売新聞編集委員
- 高木徹 （92回4組）- NHK報道ディレクター
- 山口敬之 （93回2組）- 元TBS報道記者、ジャーナリスト
- 柴田祐規子 （93回4組）- NHKチーフアナウンサー
- 保坂和拓 （94回4組）- 朝日放送アナウンサー
- 高井真理子 （95回6組）- NHKアナウンサー
- 西脇亨輔 （97回6組）- テレビ朝日アナウンサー
- 北澤咲弥花 （100回4組）- 元毎日放送アナウンサー、現在は医師
- 別府彩 （102回1組）- フリーアナウンサー
- 上田万由子 （102回3組）- TOKYO FM
- 金井憧れ （118回2組）- 元北海道放送アナウンサー、フリーアナウンサー
- 白木愛奈（125回） - 静岡朝日テレビアナウンサー

### 軍人
- 有地藤三郎 （6回）- 海軍造兵大佐、貴族院議員、男爵、有地品之允の長男
- 立見豊丸 （6回）- 陸軍大佐、貴族院議員、立見尚文の長男
- 寺内寿一 （6回）- 元帥・陸軍大将、伯爵、陸軍大臣、陸軍教育総監
- 有地十五郎 （9回）- 海軍中将、元大日本航空副総裁
- 永持源次 （10回）- 陸軍中将、陸軍砲工学校長、元日本製鐵常務、元全国軍人恩給連合会長
- 徳川好敏 （11回）- 陸軍中将、男爵、陸軍航空士官学校校長、日本の航空史上初めて飛行機で日本の空を飛んだ人物
- 穂積律之助 （11回）- 海軍技術少将
- 平田昇 （12回）- 海軍中将、軍事参議官、在郷軍人会副会長など
- 徳川武定 （16回）- 大日本帝国海軍技術中将、東京帝国大学教授
- 伊集院松治 （20回）- 海軍中将、華族、男爵
- 大野竹二 （21回）- 海軍少将、海軍省人事局長、伊集院松治の弟
- 亀井凱夫 （22回）- 海軍少将
- 佐薙毅 （28回）- 海軍大佐、のち航空幕僚長（空将）、水交会会長
- 落合畯 （66回1組）- 元海上自衛隊海将補（湾岸戦争後のペルシャ湾派遣部隊を指揮）、沖縄戦で海軍陸戦隊を率いた大田実中将の三男